# Wasserball-Europameisterschaft 2008
Die Wasserball-Europameisterschaft 2008 fand vom 4. Juli bis zum 13. Juli in Málaga in Spanien statt.
Bei den Männern spielten 12 Teams, bei den Damen 8 Teams um die europäische Meisterschaft. Die Europameisterschaft der Damen fand vom 5. Juli bis zum 12. Juli statt.
Gewinner bei den Turnierteilnehmern der Männer war Montenegro und bei den Damen Russland.

## Turnierteilnehmer Männer
- Gruppe A: Griechenland, Kroatien, Montenegro, Slowakei, Spanien, Ungarn
- Gruppe B: Deutschland, Italien, Mazedonien, Rumänien, Russland, Serbien (Titelverteidiger)

### Gruppe A

#### 1. Spieltag
| Team 1   | - | Team 2       | Endstand |
| -------- | - | ------------ | -------- |
| Slowakei | - | Griechenland | 3 : 12   |
| Ungarn   | - | Kroatien     | 10 : 9   |
| Spanien  | - | Montenegro   | 7 : 8    |

#### 2. Spieltag
| Team 1     | - | Team 2       | Endstand |
| ---------- | - | ------------ | -------- |
| Ungarn     | - | Slowakei     | 19 : 3   |
| Montenegro | - | Griechenland | 11 : 10  |
| Spanien    | - | Kroatien     | 7 : 11   |

#### 3. Spieltag
| Team 1   | - | Team 2       | Endstand |
| -------- | - | ------------ | -------- |
| Ungarn   | - | Griechenland | 8 : 3    |
| Kroatien | - | Montenegro   | 7 : 6    |
| Slowakei | - | Spanien      | 4 : 12   |

#### 4. Spieltag
| Team 1   | - | Team 2       | Endstand |
| -------- | - | ------------ | -------- |
| Kroatien | - | Slowakei     | 15 : 5   |
| Ungarn   | - | Montenegro   | 9 : 10   |
| Spanien  | - | Griechenland | 9 : 7    |

#### 5. Spieltag
| Team 1       | - | Team 2     | Endstand |
| ------------ | - | ---------- | -------- |
| Slowakei     | - | Montenegro | 4 : 13   |
| Griechenland | - | Kroatien   | 10 : 10  |
| Ungarn       | - | Spanien    | 8 : 7    |

#### Tabelle
| Land         | Pkt. | Tore    |
| ------------ | ---- | ------- |
| Montenegro   | 12   | 48 : 37 |
| Ungarn       | 12   | 54 : 32 |
| Kroatien     | 10   | 52 : 38 |
| Spanien      | 6    | 42 : 38 |
| Griechenland | 4    | 42 : 41 |
| Slowakei     | 0    | 19 : 71 |

### Gruppe B

#### 1. Spieltag
| Team 1     | - | Team 2      | Endstand |
| ---------- | - | ----------- | -------- |
| Serbien    | - | Deutschland | 17 : 5   |
| Mazedonien | - | Rumänien    | 10 : 6   |
| Russland   | - | Italien     | 6 : 12   |

#### 2. Spieltag
| Team 1      | - | Team 2   | Endstand |
| ----------- | - | -------- | -------- |
| Mazedonien  | - | Serbien  | 6 : 23   |
| Deutschland | - | Russland | 13 : 4   |
| Rumänien    | - | Italien  | 7 : 12   |

#### 3. Spieltag
| Team 1   | - | Team 2      | Endstand |
| -------- | - | ----------- | -------- |
| Russland | - | Mazedonien  | 10 : 10  |
| Serbien  | - | Rumänien    | 6 : 6    |
| Italien  | - | Deutschland | 12 : 6   |

#### 4. Spieltag
| Team 1     | - | Team 2      | Endstand |
| ---------- | - | ----------- | -------- |
| Rumänien   | - | Deutschland | 4 : 8    |
| Mazedonien | - | Italien     | 5 : 11   |
| Serbien    | - | Russland    | 11 : 6   |

#### 5. Spieltag
| Team 1      | - | Team 2     | Endstand |
| ----------- | - | ---------- | -------- |
| Deutschland | - | Mazedonien | 7 : 5    |
| Russland    | - | Rumänien   | 10 : 14  |
| Italien     | - | Serbien    | 8 : 11   |

#### Tabelle
| Land        | Pkt. | Tore    |
| ----------- | ---- | ------- |
| Serbien     | 13   | 68 : 31 |
| Italien     | 12   | 55 : 35 |
| Deutschland | 9    | 39 : 42 |
| Mazedonien  | 4    | 36 : 57 |
| Rumänien    | 4    | 37 : 46 |
| Russland    | 1    | 36 : 60 |

## Platzierungsspiele um Platz 7 bis 12
Hier spielen die beiden Gruppenletzten aus den zwei Gruppen.

### Vorspiele
Vor den Platzierungsspielen werden noch die Begegnungen ausgespielt. Dann spielen Gewinner gegen Gewinner über kreuz gegen den drittletzten der anderen Gruppe in den Platzierungsspielen um Platz 7 – 10 und Verlierer gegen Verlierer um Platz 11.
| Team 1       | - | Team 2   | Endstand |
| ------------ | - | -------- | -------- |
| Griechenland | - | Russland | 4 : 9    |
| Slowakei     | - | Rumänien | 6 : 7    |

### Spiel um Platz 11
| Team 1       | - | Team 2   | Endstand |
| ------------ | - | -------- | -------- |
| Griechenland | - | Slowakei | 14:8     |

## Platzierungsspiele um Platz 7–10
Die Begegnungen der beiden Sieger aus den Platzierungsspielen 7–12 gegen die jeweils drittletzten der beiden Gruppen. Die Sieger spielen um Platz 7, die Verlierer um Platz 9. 
| Team 1   | - | Team 2     | Endstand |
| -------- | - | ---------- | -------- |
| Russland | - | Mazedonien | 11:13    |
| Rumänien | - | Spanien    | 7:9      |

### Spiel um Platz 9
| Team 1   | - | Team 2   | Endstand |
| -------- | - | -------- | -------- |
| Russland | - | Rumänien | 6 : 11   |

### Spiel um Platz 7
| Team 1  | - | Team 2     | Endstand |
| ------- | - | ---------- | -------- |
| Spanien | - | Mazedonien | 15 : 5   |

## Viertelfinale bzw. Qualifikation zum Halbfinale
Diese wurde von den Gruppenzweiten und -dritten ausgetragen. Die jeweils Gruppenersten sind direkt fürs Halbfinale qualifiziert.
| Team 1   | - | Team 2      | Endstand |
| -------- | - | ----------- | -------- |
| Ungarn   | - | Deutschland | 14 : 8   |
| Kroatien | - | Italien     | 8 : 7    |

Die Gewinner der Begegnungen haben sich für das Halbfinale qualifiziert. Die Verlierer spielen um Platz fünf.

### Spiel um Platz fünf
| Team 1      | - | Team 2  | Endstand |
| ----------- | - | ------- | -------- |
| Deutschland | - | Italien | 7 : 9    |

## Halbfinale
Dies wird von den Gewinnern der Viertelfinals sowie von den beiden Gruppenersten ausgetragen.
| Team 1   | - | Team 2     | Endstand |
| -------- | - | ---------- | -------- |
| Kroatien | - | Montenegro | 7 : 9    |
| Ungarn   | - | Serbien    | 7 : 8    |

## Spiel um Platz drei
| Team 1   | - | Team 2 | Endstand |
| -------- | - | ------ | -------- |
| Kroatien | - | Ungarn | 14 : 15  |

## Finale
| Team 1     | - | Team 2  | Endstand |
| ---------- | - | ------- | -------- |
| Montenegro | - | Serbien | 6 : 5    |

## Endergebnis
| Platz | Land         | Flagge         | Code |
| ----- | ------------ | -------------- | ---- |
| 1.    | Montenegro   | Montenegro     | MNE  |
| 2.    | Serbien      | Serbien        | SER  |
| 3.    | Ungarn       | Ungarn         | HUN  |
| 4.    | Kroatien     | Kroatien       | CRO  |
| 5.    | Italien      | Italien        | ITA  |
| 6.    | Deutschland  | Deutschland    | GER  |
| 7.    | Spanien      | Spanien        | ESP  |
| 8.    | Mazedonien   | Nordmazedonien | MKD  |
| 9.    | Rumänien     | Rumänien       | ROM  |
| 10.   | Russland     | Russland       | RUS  |
| 11.   | Griechenland | Griechenland   | GRE  |
| 12.   | Slowakei     | Slowakei       | SLK  |

## Turnierteilnehmer Damen
- Gruppe A: Deutschland, Niederlande, Russland, Spanien
- Gruppe B: Frankreich, Griechenland, Italien, Ungarn

### Gruppe A

#### 1. Spieltag
| Team 1      | - | Team 2      | Endstand |
| ----------- | - | ----------- | -------- |
| Spanien     | - | Russland    | 10 : 9   |
| Niederlande | - | Deutschland | 9 : 6    |

#### 2. Spieltag
| Team 1      | - | Team 2   | Endstand |
| ----------- | - | -------- | -------- |
| Niederlande | - | Spanien  | 10 : 10  |
| Deutschland | - | Russland | 10 : 17  |

#### 3. Spieltag
| Team 1      | - | Team 2      | Endstand |
| ----------- | - | ----------- | -------- |
| Niederlande | - | Russland    | 7 : 8    |
| Spanien     | - | Deutschland | 13 : 7   |

#### Tabelle Ergebnisse Vorrundenspiele Gruppe A
| Land        | Pkt. | Tore |
| ----------- | ---- | ---- |
| Spanien     | 7    | 33   |
| Russland    | 6    | 34   |
| Niederlande | 4    | 26   |
| Deutschland | 0    | 23   |

### Gruppe B

#### 1. Spieltag
| Team 1       | - | Team 2     | Endstand |
| ------------ | - | ---------- | -------- |
| Italien      | - | Ungarn     | 4 : 4    |
| Griechenland | - | Frankreich | 15 : 2   |

#### 2. Spieltag
| Team 1  | - | Team 2       | Endstand |
| ------- | - | ------------ | -------- |
| Italien | - | Griechenland | 10 : 9   |
| Ungarn  | - | Frankreich   | 10 : 5   |

#### 3. Spieltag
| Team 1       | - | Team 2  | Endstand |
| ------------ | - | ------- | -------- |
| Frankreich   | - | Italien | 3 : 18   |
| Griechenland | - | Ungarn  | 7 : 7    |

#### Tabelle Ergebnisse Vorrundenspiele Gruppe B
| Land         | Pkt. | Tore |
| ------------ | ---- | ---- |
| Italien      | 7    | 32   |
| Ungarn       | 5    | 31   |
| Griechenland | 4    | 31   |
| Frankreich   | 0    | 10   |

### Spiel um Platz 7
Hier spielen die Gruppenletzten aus den zwei Gruppen.
| Team 1      | - | Team 2     | Endstand |
| ----------- | - | ---------- | -------- |
| Deutschland | - | Frankreich | 8 : 6    |

## Viertelfinale bzw. Qualifikation zum Halbfinale
Diese wurde von den Gruppenzweiten und -dritten ausgetragen. Die jeweils Gruppenersten sind direkt fürs Halbfinale qualifiziert.
| Team 1      | - | Team 2       | Endstand |
| ----------- | - | ------------ | -------- |
| Russland    | - | Griechenland | 9 : 7    |
| Niederlande | - | Ungarn       | 7 : 9    |

Die Gewinner der Begegnungen haben sich für das Halbfinale qualifiziert. Die Verlierer spielen um Platz fünf.

### Spiel um Platz fünf
| Team 1       | - | Team 2      | Endstand |
| ------------ | - | ----------- | -------- |
| Griechenland | - | Niederlande | 11 : 10  |

## Halbfinale
Dies wird von den Gewinnern der Viertelfinals sowie von den beiden Gruppenersten ausgetragen.
| Team 1   | - | Team 2  | Endstand |
| -------- | - | ------- | -------- |
| Ungarn   | - | Spanien | 7 : 8    |
| Russland | - | Italien | 8 : 5    |

## Spiel um Platz drei
| Team 1 | - | Team 2  | Endstand |
| ------ | - | ------- | -------- |
| Ungarn | - | Italien | 9 : 6    |

## Finale
| Team 1   | - | Team 2  | Endstand |
| -------- | - | ------- | -------- |
| Russland | - | Spanien | 9 : 8    |

## Endergebnis
| Platz | Land         | Flagge       | Code |
| ----- | ------------ | ------------ | ---- |
| 1.    | Russland     | Russland     | RUS  |
| 2.    | Spanien      | Spanien      | ESP  |
| 3.    | Ungarn       | Ungarn       | HUN  |
| 4.    | Italien      | Italien      | ITA  |
| 5.    | Griechenland | Griechenland | GRE  |
| 6.    | Niederlande  | Niederlande  | NED  |
| 7.    | Deutschland  | Deutschland  | GER  |
| 8.    | Frankreich   | Frankreich   | FRA  |